# Стів Фіорілла
Стів Фіорілла (англ. Steve Fiorilla; 12 січня 1961 — 29 липня 2009) — американський художник, який народився в Патерсоні, Нью-Джерсі, жив і працював у Буффало, Нью-Йорк. Протягом усієї своєї кар'єри Фіорілла наголошував на гротеску та сюрреалістичному в ілюстраціях, скульптурі та образотворчому мистецтві. Як скульптор він створював різноманітні химерні істоти зі спотвореною формою. Його рецензії на фільми з'являлися під псевдонімом Жак Коредор.

## Праці для друку
Фіорілла ілюструвала книги та журнали (Heavy Metal, Video Games and Computer Entertainment, High Times), футболки, невеликі журнали преси (Eegah!, Magick Theater, Moody Street Irregulars), обкладинки каталогів (Gregg Press), фанзини (Horror from the Crypt of Fear) і міні-комікси (City Scenes). Одна з його скульптур 1985 року була представлена через 12 років на обкладинці журналу Bloodsongs (1997).
Він створив численні малюнки та дизайн продуктів для Еда «Біґ Дедді» Рота, включно з пряжкою ременя, футболками, кепками, рекламою та ілюстраціями до каталогів. Фіорілла іноді працювала в парі з ілюстратором Джимом Макдермоттом, наприклад, вони співпрацювали над «Повною енциклопедією Стівена Кінга» Стівена Дж. Спіньєзі (1991).

## Кіно і телебачення
Робота Фіорілли для фільмів включала скульптурні проекти для бостонського Olive Jar Animation. Короткометражний фільм Речі, яких ніхто не бачив (1989) з істотами, створеними Фіоріллою, неодноразово демонструвався на MTV протягом 1980-х і 1990-х років. Окрім гриму зі спецефектами для відео (Tennie Komar and the Silencers) і фільмів (Зимовий звір, 1991), він створював маски для Death Studios і фільмів жахів, у тому числі "Субота 14-го " (1981) і «Доки смерть не злякає нас» (1982).
Анімаційний логотип MTV «Guillotine» показував скульптурний фільм жахів від Фіорілли, і він також створив індивідуальний скелет гітари, що звивався в популярному відео Dokken 1987 року, яке бачили на MTV.
Видавець коміксів EC Білл Ґейнс володів однією з латексних масок Фьорілли, що зображала Стару Відьму (Привид Страху). У другому сезоні телесеріалу-антології «Казки зі склепу» на каналі HBO фотографія цієї маски Старої Відьми була реквізитом в епізоді «Лихо Кормана» від 26 червня 1990 року, адаптованому за оповіданням EC «Лихо Камена». Ілюстрована Джеком Кейменом, оригінальна самосатирична історія розгортається в офісі EC, де редактори EC зустрічаються з Кейменом, щоб обговорити його творчість.

## Різна робота
Buffalo's Low Down Dirty Low Brow Art Show була груповою виставкою 2002 року, «натхненною творчістю Стіва Фіорілли», хоча він не брав участі в виставці. Статті та огляди Фіорілли були опубліковані в онлайн-журналі Flickhead. Він також робив огляди фільмів під псевдонімом Жак Коредор (каламбур із фільму Семюеля Фуллера «Шоковий коридор»).
Fee Fie Foe… Fiorilla! — це блог, який показує персонажів Фіорілли в сюрреалістичному оповідному оточенні.
Стів Фіорілла помер 29 липня 2009 року в Баффало у віці 48 років.